# Jan Baan
Jan Baan (Rijssen, 9 maart 1946) is de oprichter van het voormalige Nederlandse softwarebedrijf Baan.

## Loopbaan
Jan Baan is de oprichter van Baan Company (1978), zijn broer Paul Baan werd in 1982 medeaandeelhouder. De onderneming was actief in de markt voor enterprise resource planning (ERP), bedrijfssoftware. In de jaren negentig groeide de onderneming snel en concurreerde succesvol met bedrijven zoals SAP, Oracle en Peoplesoft. In 1993 stapte de Amerikaanse venture capitalist General Atlantic Partners (GAP) in. Een jaar later haalde Baan Company een groot contract binnen met Boeing. In 1995 brachten Jan en Paul Baan het bedrijf naar de beurs, waarbij het ook een notering op de Amerikaanse Nasdaq kreeg. Het was dat jaar na Netscape de meest succesvolle beursintroductie. Voor de beursgang hadden de gebroeders Baan hun aandelen ondergebracht in de stichting Oikonomos en waren ze dus geen directe aandeelhouders meer. Op het hoogtepunt (begin 1998) was Baan Company meer dan USD 10 miljard waard.
Nadat hij enkele maanden daarvoor al de ceo-positie had overgedragen aan Tom Tinsley, trad Jan Baan op 16 juli 1998 ook terug als chairman. De inzakkende wereldeconomie en geruchten over boekhoudfraude zorgden daarna voor forse koersdalingen. Aan het einde van 1998 was de waarde van de onderneming 85% gedaald. Tom Tinsley werd opgevolgd door Mary Coleman, maar ook zij slaagde er niet in het tij te keren. Uiteindelijk werd Baan Company door haar opvolger, Pierre Everaert, in 2000 verkocht aan het Britse Invensys. Dat bedrijf is op haar beurt opgegaan in Infor. Wereldwijd werken duizenden bedrijven met ERP-software van Baan.
Na de ondergang van Baan Company spande een groep van ruim vierhonderd beleggers een rechtszaak aan tegen Jan Baan, omdat hij zich schuldig zou hebben gemaakt aan misleiding en aandelenhandel met voorkennis. Op 17 oktober 2007 bepaalde de rechter dat er geen boekhoudregels waren overtreden en werd de naam van Jan Baan gezuiverd.
Na zijn vertrek bij Baan Company investeerde Jan Baan samen met zijn broer Paul in enkele tientallen bedrijven. Twee van die investeringen bleken succesvol: Toptier werd in 2001 voor €350 miljoen verkocht aan SAP en Webex in 2007 voor USD 2,9 miljard aan Cisco. De opbrengst investeerde Baan in het bedrijf Cordys, dat hij in 2001 oprichtte. Anders dan bij Baan Company stapten klanten er niet meer zo makkelijk in. In augustus 2013 werd het bedrijf verkocht aan het Canadese OpenText. De overnamesom bedroeg €25 miljoen, terwijl Baan er sinds de oprichting meer dan €100 miljoen in had geïnvesteerd.
Een deel van zijn vermogen heeft Jan Baan via de stichting Oikonomos gedoneerd aan goede doelen in een tiental ontwikkelingslanden. Vooral in India, waar hij enkele weeshuizen en scholen voor kansarme kinderen heeft opgericht, is zijn aanpak succesvol gebleken. Ook zakelijk heeft Jan Baan belangen in dit land. De ontwikkelingsafdeling van zijn bedrijf Vanenburg Software bevindt zich in Hyderabad.

## Reformatorisch
De ondernemer uit Lunteren ging als christen en zakenman creatief met zijn principes om. Het verbod op arbeid op zondag heeft de ondernemer weten te combineren met vrijwel ongehinderde dienstverlening aan klanten, door te werken in verschillende tijdzones. Ook toen Baan in Nederland honderden werknemers had, was het reformatorische karakter van het bedrijf onmiskenbaar. In reformatorische kring gold Baan als een boegbeeld en velen kochten aandelen in het bedrijf. De koersval van het bedrijf in 1999 was aanleiding voor de oprichting van Stichting De Keursteen die financiële misstanden in reformatorische kring bestrijdt.